# Żubrówka
Żubrówkaⓘ [ʐuˈbrufka] ist eine Wodkagattung und zugleich Markenname eines Wodkas des polnischen Unternehmens Polmos. In Deutschland wird die Wodkagattung vor allem als Grasovka vertrieben. Der Name des Wodkas leitet sich von dem slawischen Wort für Wisent (poln. Żubr [ˈʐubr]; belaruss. und russ. Зубр, Subr) ab.
Der Wodka wird aus Roggen hergestellt und mit Duftendem Mariengras (lat. Hierochloe odorata) aromatisiert, dessen Cumarin ihm sein typisches Waldmeisteraroma verleiht. Häufig wird in die Flaschen des Wodkas zu Dekorationszwecken ein Halm des Grases gesteckt. Żubrówka hat typischerweise einen Alkoholgehalt von 40 Volumenprozent und einen Zuckergehalt von 5 bis 6 Gramm pro Liter.
Der Wodka wurde ursprünglich im 17. Jahrhundert in Polen entwickelt und vor allem von Händlern aus den Belowescher Wäldern im ganzen Land vertrieben. Zu jener Zeit variierte der Geschmack jedoch abhängig von der Qualität und dem Gehalt der Zutaten stark. Erst 1926 gelang es dem Unternehmen Polmos, den Wodka für die Massenproduktion tauglich zu machen.
William Somerset Maugham schrieb über den Wodka in seinem Roman Auf Messers Schneide, dass „der Wodka einen Geschmack wie frisches Heu hat, wie Frühlingsblumen, Thymian und Lavendel, ungewöhnlich fein und weich. Trinkt man diesen Wodka, so überkommt einen das Gefühl der Glückseligkeit, wie beim Musikhören im Mondlicht […]“

## Marken
Der Wodka wird unter verschiedenen Namen produziert und vertrieben. Neben der deutschen Marke Grasovka, der polnischen Originalmarke Żubrówka und der belarussischen Marke Brestskaja Subrowka (bzw. belaruss. Брестская зубровка) sind dies unter anderem Grass Vodka, Bison Grass Vodka, Zubrivka (bzw. Зубрівка in der Ukraine), Zubrovka, Stumbrine (in Litauen), Herbiska, Subrowka und Wisent Wodka.

## Varianten
In Polen gibt es mehrere Varianten des Żubrówka:
- Żubrówka Bison Grass – klassischer Żubrówka, nach traditionellen Methoden der Reifung in Eichenfässern hergestellt. Charakteristisch sind ein in der Flasche enthaltener Grashalm sowie eine leicht grünliche Färbung.

- Żubrówka Biała (Weiß) – farblos, glasklar, sechsfach destilliert und gefiltert mit mildem Geschmack.

- Żubrówka Złota (Gold) – aromatisierte Variante, auf der Grundlage von Eichenrinde produziert. Dieser Wodka richtet sich an Liebhaber süßer und bitterer Spirituosen und enthält nur 37,5 Vol.-% Alkohol.

- Żubrówka Liście Klonu (Ahornblätter) – aromatische Wodkasorte, hergestellt auf der Basis von Ahornblättern. Dieser Wodka wendet sich an Liebhaber von süßen und sauren Spirituosen.

- Żubrówka Kora Dębu (Eichenrinde) – aromatisierter Wodka auf der Basis von Eichenrinde und Waldfrüchten, bittersüß.

- Żubrówka Pędy Sosny (Pinie) – leicht bitter-süß, mit Kiefern-/Pinien-Aroma.

Nicht mehr hergestellt wird Żubrówka Palona („geröstet“), der 34 Volumenprozent Alkohol enthielt.

## Drinks
Der Wodka wird pur, aber auch häufig mit Apfelsaft gemischt getrunken. Dieses Getränk hat in Polen verschiedene Bezeichnungen:
- Jabłecznik und Szarlotka zugleich die Bezeichnung für bestimmte Apfelkuchen
- Tatanka in der Sprache der Sioux das Wort für Bison und
- Marcepanik von Marcepan für Marzipan.

## Sonstiges
Der Import des Wodkas „Zubrovka Bison Grass“ in die USA wurde 1976 von dem Bureau of Alcohol, Tobacco and Firearms verboten, da Mariengras Cumarin enthält, welches bei zu starkem Konsum Leberschäden hervorrufen kann. Mariengras-Extrakt ist von der Food and Drug Administration daher als Zusatzstoff verboten. Dieses Verbot gilt bis heute, mittlerweile werden in den USA aber ähnliche Vodkas mit geringem Cumarin-Gehalt angeboten.